# Jean-Augustin Frétat de Sarra
Jean-Augustin Frétat de Sarra, né le 9 février 1726 au château de Sarra, en Auvergne, et mort le 20 septembre 1783, est un prélat français du XVIIIe siècle.

## Biographie
Jean-Augustin Frétat est vicaire général du Puy et abbé commendataire de Ferrières et de Saint-Pierre-Latour et est fait évêque de Tréguier en août 1773, confirmé le 20 décembre 1773 et consacré par 1774 par Jean-Georges Lefranc de Pompignan, évêque du Puy-en-Velay. Il est transféré au diocèse de Nantes en 1775.

## Armes
D'azur à deux roses d'or en chef et à un croissant d'argent en pointe.